# CaGeWeB
De Catalogus Gentse Wetenschappelijke Bibliotheken (CaGeWeB) is een samenwerkingsverband tussen een 20-tal Gentse archieven, bibliotheken en musea met als uiteindelijke doel het maken van een gezamenlijke online catalogus van hun bibliotheekbezit. 
Het project is een initiatief uit 1979, gestart door dr. E. Wille, ere-conservator van de Universiteit Gent. Bedoeling was de bibliotheekcollecties meer bekendheid te geven. Elke instelling bezorgde vanaf 1979 de catalografische titelbeschrijvingen van hun bibliotheekaanwinsten op steekkaart aan de Universiteitsbibliotheek. De steekkaarten werden geïntegreerd in een centrale steekkaartencatalogus die opgesteld stond in de cataloguszaal van de Gentse universiteitsbibliotheek in de Boekentoren. In 1999 waren er meer dan 350.000 steekkaarten aanwezig, die werden gedigitaliseerd en ontsloten via het internet. Op regelmatige basis worden de nieuwe aanwinsten van de verschillende leden ingeladen in het databestand. Dit conversieproject en het verder perfectioneren en aanvullen van de catalogus wordt mogelijk gemaakt door subsidies van de provincie Oost-Vlaanderen en de stad Gent, door de werkingstoelagen van Gent Cultuurstad vzw en de ICT-ondersteuning van de Universiteitsbibliotheek Gent .

## De deelnemende instellingen
- Bibliotheek van het grootseminarie (Gent)
- Erfgoedhuis Zusters van Liefde
- Hogeschool Gent Conservatorium
- Koninklijke Academie voor Nederlandse Taal en Letteren, KANTL
- Liberaal Archief/Liberas
- Museum voor Schone Kunsten (Gent)
- Koninklijke Bond der Oost-Vlaamse Volkskundigen, KBOV
- Klooster der Paters Dominicanen
- Augustijnenklooster
- Klooster Paters Ongeschoeide Karmelieten
- Koninklijke Maatschappij voor Landbouw en Plantkunde KMLP
- Archief Gent
- Amsab-Instituut voor Sociale Geschiedenis
- DSMG (Documentatiecentrum voor Streekgeschiedenis dr. Maurits Gysseling)
- Historische Huizen Gent: Kunsthal Sint-Pietersabdij, Bibliotheek Maurice Maeterlinck
- Industriemuseum Gent
- Huis van Alijn
- Museum Dr. Guislain
- Stad Gent, Dienst Monumentenzorg & Architectuur
- Kunstenbibliotheek: Koninklijke Academie voor Schone Kunsten KASK, Stedelijk Museum voor Actuele Kunst S.M.A.K., Stadsmuseum Gent STAM, Gentse Gidsen, Design Museum Gent, Hoger Instituut voor Schone Kunsten HISK